# Shada
Shada es un serial inconcluso de la serie británica de ciencia ficción Doctor Who. Estaba previsto que fuera el último serial de la temporada 17 (1979-1980), pero no pudo completarse por una huelga en la BBC durante la filmación. En 1992, se publicó en video el metraje existente con narración de Tom Baker, que interpretaba al Doctor en el serial, para rellenar los huecos y completar la historia.

## Argumento
La historia se desarrolla en el planeta perdido de Shada, donde los Señores del Tiempo han construido una prisión para aspirantes a conquistadores del universo derrotados. Skagra, un nuevo conquistador, necesita la ayuda de uno de los internos de la prisión, pero descubre que nadie sabe dónde está Shada salvo un anciano Señor del Tiempo que se ha retirado a la Tierra, y donde está oculto como un profesor en Cambridge. Por suerte para el universo, El intento de Skagra de sacarle la información al profesor Chronotis coincide con una visita de un viejo amigo del profesor, el Cuarto Doctor.

### Continuidad
En 1983, escenas entonces inéditas de Shada se reutilizaron en The Five Doctors, el especial del 20 aniversario. Tom Baker había rechazado participar en el especial, y se utilizaron esas imágenes para explicar su ausencia en aquel episodio.

## Producción
| Episodio    | Fecha prevista        | Duración |
| ----------- | --------------------- | -------- |
| Episodio 1  | 19 de enero de 1980   | 24:34    |
| Episodio 2  | 26 de enero de 1980   | 17:56    |
| Episodio 3  | 2 de febrero de 1980  | 17:29    |
| Episodio 4  | 9 de febrero de 1980  | 17:43    |
| Episodio 5  | 16 de enero de 1980   | 14:11    |
| Episodio 6  | 23 de febrero de 1980 | 17:43    |
| [ 2 ] [ 3 ] |                       |          |

La historia original, tal y como la escribió Adams, estaba programada en 6 episodios. Se calcula que sólo se rodó en torno a un 50% de la historia. El rodaje en Cambridge y la primera grabación en estudio en el BBC Television Centre se hicieron como estaba previsto. El segundo bloque de estudio se vio afectado por una disputa entre los técnicos. La huelga se acabó para cuando comenzaron los ensayos para la tercera grabación, pero no se hizo al tener más preferencia la programación de Navidad. El siguiente productor, John Nathan-Turner, intentó completar la historia, pero por varios motivos nunca lo hizo, y la producción se canceló definitivamente en junio de 1980.
Nathan-Turner finalmente pudo completar la historia lo mejor que pudo con nuevas escenas de efectos, una banda sonora y con Tom Baker grabando material para cubrir las escenas perdidas para crear seis episodios cortos de entre 14 y 22 minutos cada uno. El resultado se publicó en video en 1992 en una cinta VHS de 11 minutos, cinta que jamás se emitió por televisión, haciendo de Shada la única historia televisiva de Doctor Who que jamás se emitió.
Douglas Adams en persona no tenía en muy alta estima su historia y estaba contento de que se hubiera quedado permanentemente en el cajón. En cierta ocasión dijo que cuando firmó el contrato permitiendo la publicación de 1992, lo había hecho en un montón de otros papeles que su agente le dio a firmar, y que no tenía plena conciencia de lo que estaba firmando.
Graham Williams había pretendido que esta historia fuera una discusión sobre la pena de muerte, específicamente acerca de cómo una civilización como la de los Señores del Tiempo se comportaría en la materia y cómo trataría a sus prisioneros.

## Publicaciones comerciales
Lo que había de la versión original televisiva de Shada se publicó en VHS en 1992 con narración de Tom Baker acompañado de un facsímil del guion de Douglas Adams (guion que no se publicó en Norteamérica). Esta edición limitada fue descatalogada en Reino Unido en 1996.